# Woda wapienna

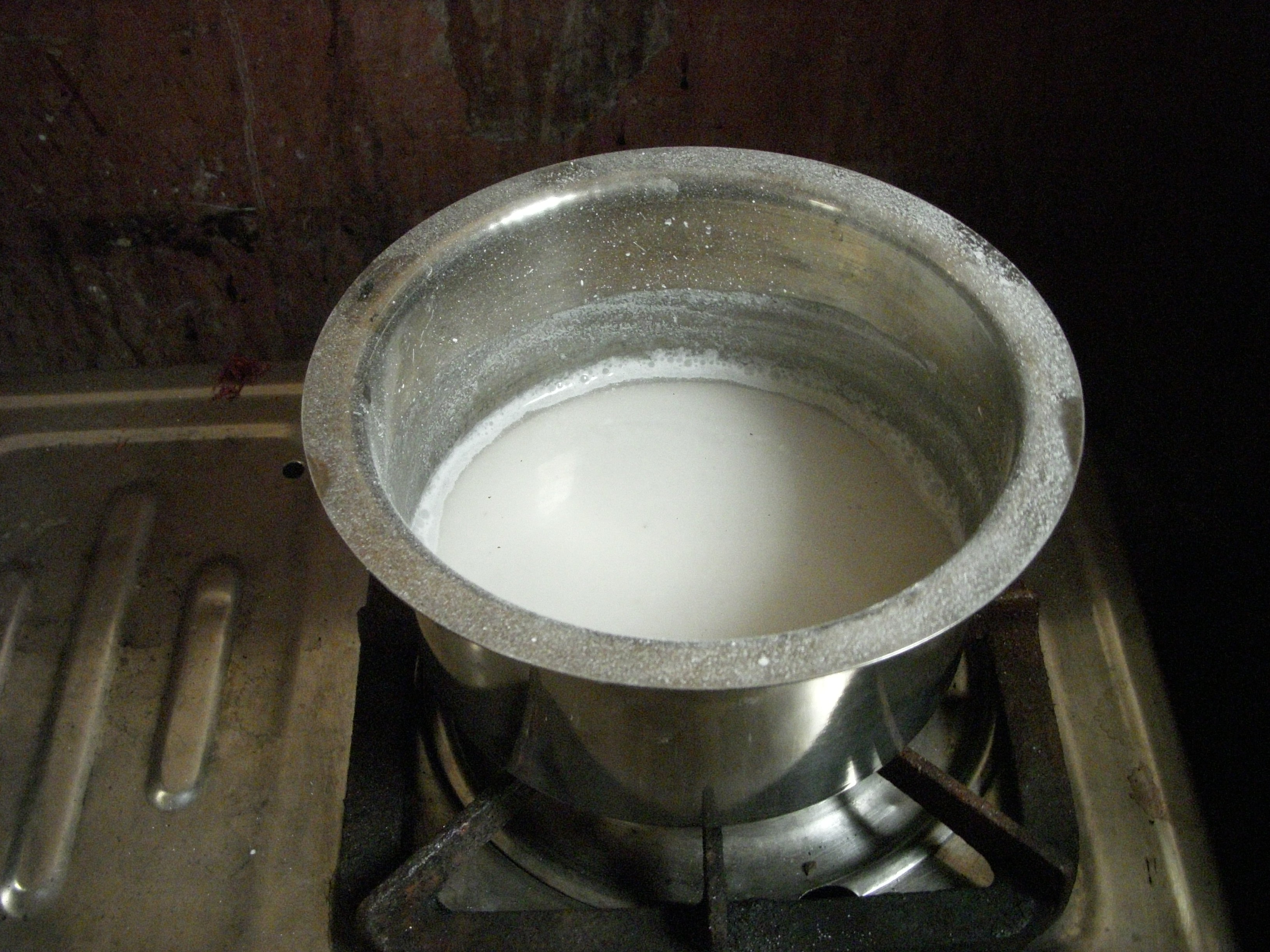
Woda wapienna

Woda wapienna, łac. aqua calcis – nazwa zwyczajowa nasyconego, wodnego roztworu wodorotlenku wapnia. Rozpuszczalność Ca(OH)2 w wodzie w temp. 25 °C wynosi ok. 0,159 g na 100 g H2O to znaczy, że roztwór ten ma stężenie ok. 0,16%. Woda wapienna to opalizujący płyn o odczynie alkalicznym (pH = 13). Przechowuje się ją z osadem nierozpuszczonego wodorotlenku wapnia.

## Otrzymywanie wody wapiennej
Wodę wapienną przygotowuje się w dwóch etapach. Najpierw sproszkowany tlenek wapnia zalewa się wodą w stosunku masowym 1:1 i dokładnie miesza. Tlenek wapnia reaguje gwałtownie z wodą z wydzieleniem ciepła (reakcja egzotermiczna).
CaO + H2O → Ca(OH)2↓ + ciepło
Powstałą zawiesinę odstawia się na 24 h do czasu całkowitej sedymentacji (opadnięcia) nierozpuszczonego związku, po czym roztwór dekantuje się znad osadu, a osad zalewa kolejną porcją wody. Przygotowywanie pierwszego roztworu ma na celu usunięcie łatwo rozpuszczalnego w wodzie KOH, który występuje jako zanieczyszczenie tlenku wapnia. Po zalaniu drugą porcją wody zawiesinę znów odstawia się do odstania i w takiej formie przechowuje. Wodę wapienną zlewa się znad osadu i sączy dopiero krótko przed użyciem.

## Zastosowanie
- Do laboratoryjnego wykrywania dwutlenku węgla. Rozpuszczony wodorotlenek wapnia reaguje z dwutlenkiem węgla z wytworzeniem trudnorozpuszczalnego węglanu wapnia powodującego zmętnienie roztworu:

Ca(OH)2 + CO2 → CaCO3↓ + H2O
- W procesach uzdatniania wody jako stabilizator i środek wiążący rozpuszczony CO2, mogący powodować korozję.
- Zmiękczanie wody metodą dekarbonizacji lub wapienno-sodową.
- W medycynie, zewnętrznie jako środek ściągający, przeciwzapalny i osuszający. Dawniej stosowana wewnętrznie, przy zatruciu kwasami.